# Witold Maliszewski
Witold Maliszewski (Mogiliv-Podilszkij, 1873. július 20. – Zalesie Dolne, 1939. július 18.) lengyel zeneszerző és zenepedagógus volt. Ő volt az Odesszai Konzervatórium alapítója és első rektora, valamint a Varsói Konzervatórium jeles professzora.

## Élete, pályája
Witold Maliszewski 1873. július 20-án született a moldáviai határ közelében fekvő Mogiliv-Podilszkijben (akkor: Orosz Birodalom, ma: Ukrajna. A szentpétervári Konzervatóriumban diplomázott, Rimszkij-Korszakov osztályában. Tagja volt a Mitrofan Petrovics Beljajev köré csoportosult zeneszerzői körnek. 1913-ban Odesszában megalapította a Konzervatóriumot és ő lett az első rektora. Ez az intézmény olyan nagy muzsikusokat adott a világnak, mint David Ojsztrah, Emil Gilelsz és Yakov Zak.
Az 1917-es októberi orosz forradalom után, 1921-ben, a fenyegető bolsevik üldözés elől Lengyelországba emigrált. 1925 és 1927 között a varsói Chopin Zeneiskolában (ma: Fryderik Chopin Zeneművészeti Egyetem) tanított, és ő volt az igazgatója a Varsói Zenei Társaságnak. 1927-ben ő elnökölt az 1. Frédéric Chopin Zongoraversenyen. 1931 és 1934 között ő vezette a Lengyel Oktatási Minisztérium Zenei osztályát. 1931-től 1939-ig a Varsói Konzervatórium professzora volt.
A Szovjetunióban Maliszewski neve tiltólistán szerepelt, és 1950-ben az Odesszai Konzervatóriumot az egyébként kitűnő koloratúrszoprán énekesnőről, Antonyina Nyezdanováról nevezték el, akinek semmilyen kapcsolata nem volt az intézménnyel.
Híres tanítványai voltak: Witold Lutosławski, Mykola Vilinsky, Bolesław Woytowicz, Feliks Roderyk Łabuński, Feliks Rybicki.
Hamvait a piasecznói temetőben helyezték örök nyugalomra.

## Főbb művei
Színpadi művek
- Boruta,[4] Balett
- Syrena (La Sirène), opera-balett 4 részben, Op. 24; Ludomir Michał Rogowski librettójára

Zenekari művek
- 1. szimfónia, g-moll, Op. 8
- Vidám nyitány, D-dúr, Op. 11
- 2. szimfónia, A-dúr, Op. 12 (1903)
- 3. szimfónia, c-moll, Op. 14

- 4. szimfónia, D-dúr, (1925)[5]
- 5. szimfónia

Versenyművek

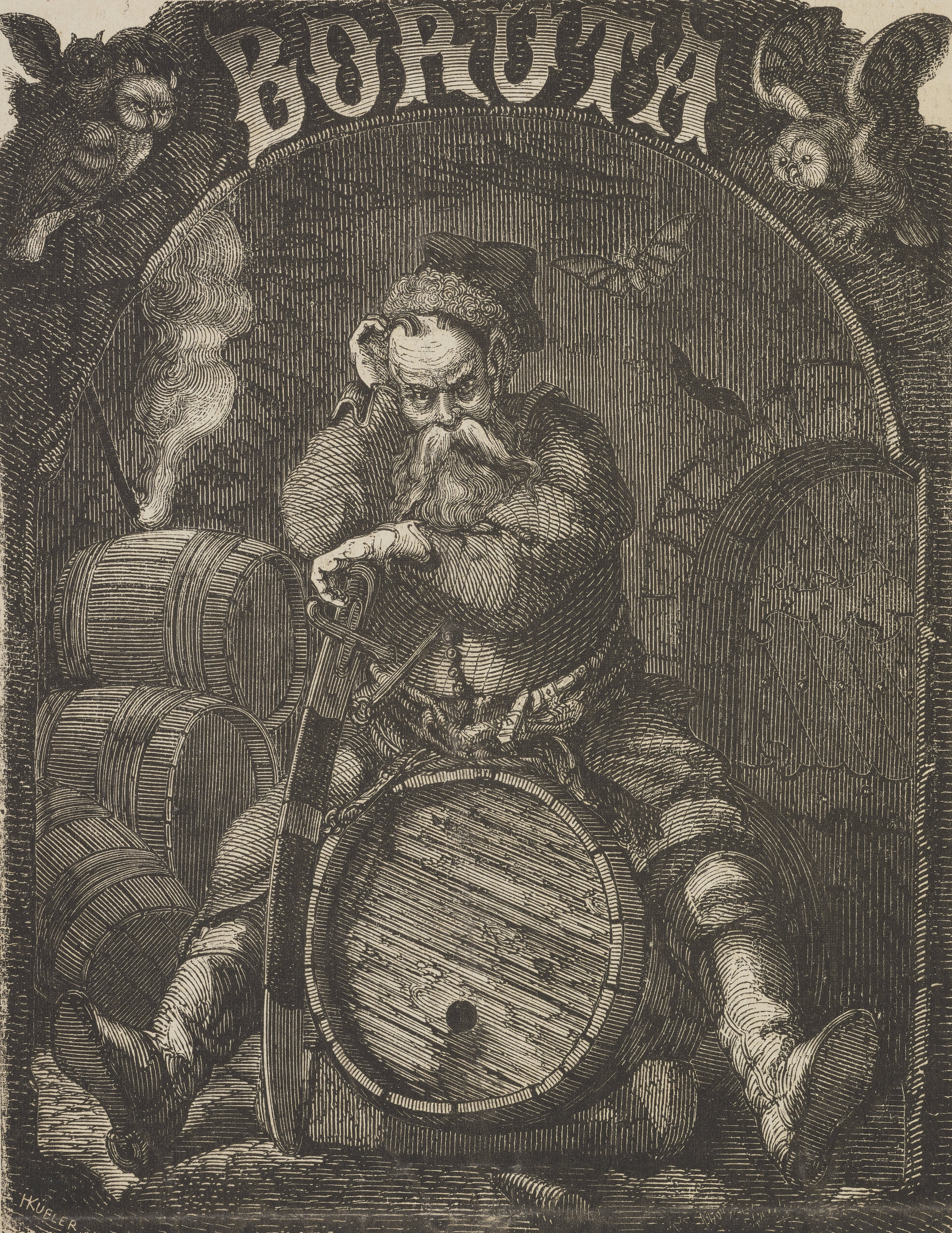
Boruta, fametszet

- Kujawy fantázia zongorára és zenekarra, (1928)[6]
- b-moll zongoraverseny, Op. 29 (1938)

Kamaramuzsika
- Szonáta hegedűre és zongorára, Op. 1
- 1. vonósnégyes, F-dúr, Op. 2
- Vonóskvintett két hegedűre, brácsára és 2 csellóra, d-moll, Op. 3
- 2. vonósnégyes, C-dúr, Op. 6
- 3. vonósnégyes, Esz-dúr, Op. 15

Zongora
- Prélude et fugue fantastiques (Fantasztikus prelúdium és fúga), b-moll, Op. 16

Kórusművek
- Requiem (1930)
- Missa Pontificalis (1930)

## Fordítás
- Ez a szócikk részben vagy egészben  a   Witold Maliszewski című angol Wikipédia-szócikk ezen változatának fordításán alapul.  Az eredeti cikk szerkesztőit annak laptörténete sorolja fel. Ez a jelzés csupán a megfogalmazás eredetét és a szerzői jogokat jelzi, nem szolgál a cikkben szereplő információk forrásmegjelöléseként.